# Río Arcotete
Río Arcotete är en ort i Mexiko.   Den ligger i kommunen San Cristobal De Casas och delstaten Chiapas, i den sydöstra delen av landet, 800 km öster om huvudstaden Mexico City. Río Arcotete ligger 2 359 meter över havet och antalet invånare är 294.
Terrängen runt Río Arcotete är lite kuperad. Runt Río Arcotete är det tätbefolkat, med 459 invånare per kvadratkilometer. Närmaste större samhälle är San Cristóbal de las Casas, 5,4 km väster om Río Arcotete. I omgivningarna runt Río Arcotete växer i huvudsak städsegrön lövskog.